# Ghee

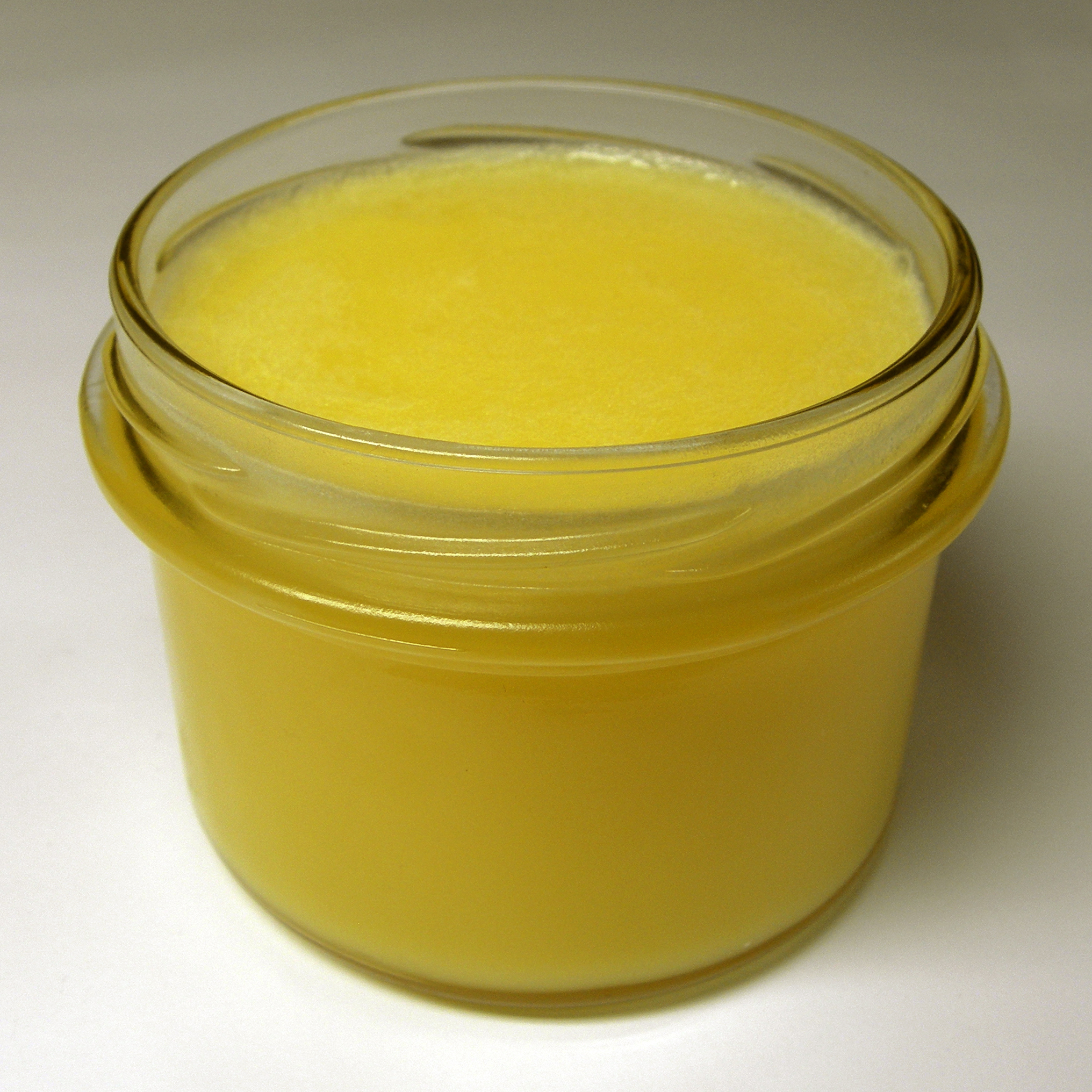
Ghee

Ghee (alternatieve spelling: ghi), is een Indiase vorm van geklaarde boter. Ghee kan tot hogere temperaturen verhit worden dan boter en wordt in India onder andere gebruikt voor frituren en braden.
Anders dan bij het maken van geklaarde boter, waarbij het vocht van het botervet wordt gescheiden door het smelten en weer laten afkoelen van de boter waarna het op het water drijvende botervet afgeschept kan worden, wordt voor het verkrijgen van ghee de boter langer verhit boven een verkleinde gasvlam, net zo lang tot al het water verdampt is en de boter nog niet gebruind. De melkproteïnen van de boter zijn gezonken naar de bodem van de pan. Eventueel kan het botervet nog door een doek worden gezeefd om de laatste verontreinigingen te verwijderen.
Door die langere verhitting krijgt ghee zijn typische nootachtige aroma.
Net zoals er naast boter margarine bestaat, is er ook plantaardige ghee op de markt.